# 秋田県道64号能代二ツ井線
秋田県道64号能代二ツ井線（あきたけんどう64ごう のしろふたついせん）は、秋田県能代市を通る県道（主要地方道）である。

## 概要
起点国道7号交点の能代市鰄渕で能代東IC（秋田自動車道）から直通し北上する。約700メートルでJR東日本 奥羽本線を立体交差し、さらに1キロメートル先で米代川を渡り、秋田県道63号常盤峰浜線・秋田県道205号富根能代線と接続する。
能代市朴瀬から先は、能代市常盤字上本郷まで県道63号・県道205号と重複しながら米代川の北側を上流方向へ並行し、能代市二ツ井町種で国道7号二ツ井バイパスを立体交差し、再び奥羽本線を立体交差のあと、終点の秋田県道317号西目屋二ツ井線交点に至る。
なお、起点から朴瀬交差点までは能代山本広域農道と重複し、広域農道はそのまま秋田県道63号常盤峰浜線と重複しながら北上する。

### 路線データ
- 総延長 : 17.417 km[2]
- 実延長 : 11.922 km[2]
- 起点 : 秋田県能代市鰄渕字古屋布54番1地先（かいらけぶち交差点、国道7号交点）[3]
- 終点 : 秋田県能代市二ツ井町字茶屋下78番1地先（秋田県道317号西目屋二ツ井線交点）[3]
- 未供用区間 : なし[2]

## 歴史
- 1970年（昭和45年）3月31日 - 茶屋下能代線として秋田県道に認定される[3]。
- 1993年（平成5年） 5月11日 - 建設省から、県道茶屋下能代線が能代二ツ井線として主要地方道に指定される[4]。
- 2012年（平成24年）4月1日 - 県道63号のルート変更にともなって当県道との重複区間が設定され、該当区間の路線上の道路標記が県道63号に変更になる[5]。

## 路線状況

### 重複区間
- 能代山本広域農道（能代市鰄渕・かいらけぶち交差点 - 能代市朴瀬・朴瀬交差点）
- 秋田県道63号常盤峰浜線（能代市朴瀬・朴瀬交差点 - 能代市常盤字上本郷）
- 秋田県道205号富根能代線（能代市朴瀬・朴瀬交差点 - 能代市二ツ井町飛根・交点）
- 秋田県道206号山谷富根停車場線（能代市常盤・交点 - 能代市二ツ井町飛根・交点）

### 冬期閉鎖区間
- なし[6]

### 交通不能区間
- なし[7]

### 道路施設
- 能代東IC - 秋田自動車道
- 米代新橋（米代川）

## 地理

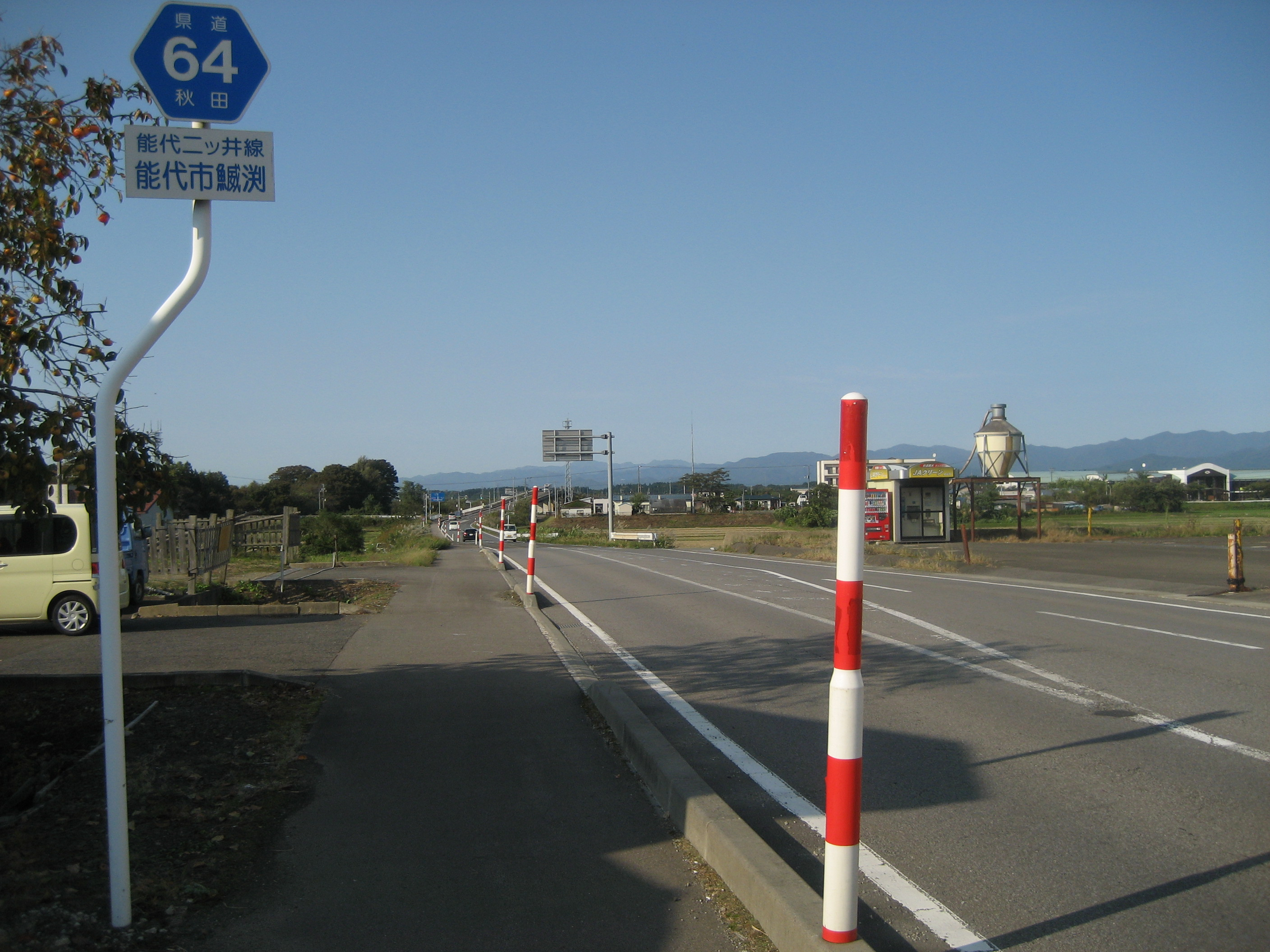
能代市鰄渕付近

### 交差する道路
| 施設名                      | 接続路線名                                                      | 備考                           | 所在地                                                     |
| --------------------------- | --------------------------------------------------------------- | ------------------------------ | ---------------------------------------------------------- |
| かいらけぶち交差点 能代東IC | 国道7号・能代山本広域農道 E7 秋田自動車道                       | 起点 以下広域農道重複          | 能代市鰄渕                                                 |
| 米代新橋                    | 〈米代川〉                                                      | 広域農道重複                   | 能代市扇田                                                 |
| 朴瀬交差点                  | 秋田県道205号富根能代線 秋田県道63号常盤峰浜線 能代山本広域農道 |                                | 能代市朴瀬北緯40度12分38.56秒 東経140度4分42.55秒          |
| （当県道上）                | 秋田県道63号常盤峰浜線                                          | 県道63号起点 県道205号重複区間 | 能代市常盤字上本郷北緯40度13分45.76秒 東経140度8分27.94秒  |
|                             | 秋田県道206号山谷富根停車場線                                   | 県道205号重複区間              | 能代市常盤北緯40度13分55.2秒 東経140度8分45秒              |
|                             | 秋田県道205号富根能代線 （=秋田県道206号山谷富根停車場線 重複） |                                | 能代市二ツ井町飛根北緯40度13分31.13秒 東経140度10分17.92秒 |
|                             | 秋田県道317号西目屋二ツ井線                                     | 終点                           | 能代市二ツ井町字茶屋下                                     |

### 沿線の施設
- JR東日本 奥羽本線・五能線 東能代駅
- 能代市立常盤中学校
- 常盤郵便局